# Rose Coghlan
Rosamond Marie Coghlan (Peterborough, 18 marzo 1851 – Harrison, 2 aprile 1932) è stata un'attrice britannica naturalizzata statunitense.

## Biografia
Nata a Peterborough, nella contea di Cambridgeshire (Inghilterra), era la sorella del famoso attore Charles Francis Coghlan.
Dall'Inghilterra, Rose Coghlan si recò nel 1871 negli USA. Facendo parte della compagnia di Lydia Thompson, fu in tournée per gli Stati Uniti con i suoi spettacoli. Il suo debutto a Broadway risale al 1872 in un musical. Dal 1873 al 1877, recitò in Inghilterra, lavorando a fianco di Barry Sullivan per poi ritornare nuovamente negli Stati Uniti, dove recitò anche con Tyrone Power Sr.
All'epoca in cui Oscar Wilde fu arrestato per sodomia, l'attrice decise di interrompere la sua tournée teatrale di Una donna senza importanza, commedia scritta dallo scrittore irlandese.
Dal 1912 al 1923, prese parte anche a 9 film.
Si ritirò dal teatro nel 1921, all'età di 68 anni, dopo una carriera durata 52 anni.

## Vita privata
Rose Coghlan si sposò due volte: la prima con Clinton J. Edgerly (anni 1885 - 1890) e successivamente con John T. Sullivan (anni 1890 - 1893). Da nessuno dei due matrimoni nacquero figli. Adottò due bambini, un maschio e una femmina.
Nel luglio 1902, diventò cittadina naturalizzata degli Stati Uniti, prendendo residenza nel suo ranch nel Montana.

## Filmografia
- As You Like It, regia di J. Stuart Blackton, Charles Kent, James Young (1912)
- The Eavesdropper, regia di James Young (1912)
- The Sporting Duchess, regia di Barry O'Neil (1915)
- Thou Shalt Not Kill, regia di Hal Reid (1915)
- The Faded Flower, regia di Ivan Abramson (1916)
- Her Surrender, regia di Ivan Abramson (1916)
- Oltre l'arcobaleno (Beyond the Rainbow), regia di Christy Cabanne (1922)
- Secrets of Paris, regia di Kenneth S. Webb (1922)
- Under the Red Robe, regia di Alan Crosland (1923)